# Paul Waaktaar-Savoy
Paul Waaktaar-Savoy (geboren als Pål Waaktaar Gamst; Oslo, 6 september 1961) is een Noorse muzikant, vooral bekend als gitarist en songwriter van de popgroep A-ha. De meeste nummers van die band, waaronder "The Sun Always Shines on T.V.", "Hunting High and Low", "Take On Me" en "The Living Daylights" zijn door hem alleen of door hem en Magne Furuholmen samen geschreven.

## Carrière
Waaktaar-Savoy is in Oslo geboren en opgegroeid in de wijk Manglerud, net als mede-a-ha-lid Magne Furuholmen. Tot zijn huwelijk met de Amerikaanse filmmaker Lauren Savoy was hij bekend onder de naam Pål Waaktaar, sindsdien gebruikt hij de 'artiestennaam' Paul Waaktaar-Savoy. Naast muziek besteedt Waaktaar graag tijd aan schilderen. Zijn schilderijen werden in 1998 in Lillehammer tentoongesteld.
In zijn tienerjaren was Waaktaar-Savoy, met onder andere Magne Furuholmen, lid van het bandje Bridges. Nadat Furuholmen en Waaktaar-Savoy Morten Harket ontmoet hebben, werd de band a-ha opgericht. Op pauzes van 1994 - 1998 en 2010 - 2015 na, is de band actief geweest. Waaktaar-Savoy is, net als mede-bandleden Harket en Furuholmen, in 2012 geridderd in de Noorse Orde van Sint Olaf voor bijdragen aan de Noorse kunst en cultuur.
In 1994 richtte Waaktaar-Savoy samen met zijn vrouw Lauren Savoy en Frode Unneland de Noors-Amerikaanse band Savoy op. In tegenstelling tot de popmuziek van a-ha, richt Savoy zich meer op de indie-rock. Tussen 1996 en 2004 heeft Savoy vijf studio-albums uitgebracht, zonder al te veel succes buiten Noorwegen. In Noorwegen was de band wel succesvol. Zo won zij zowel in 1999 als in 2001 de Spellemannprisen voor beste popgroep. In 2007 volgde een compilatie-album met enkele nieuwe nummers.
In 2011 richtte hij met Jimmy Gnecco de formatie Weathervane op. Dat jaar verscheen een nummer met dezelfde titel; tot dusver het enige werk van Weathervane. In 2014 heeft hij een solo-nummer uitgebracht onder artiestennaam Waaktaar. In 2017 ging Waaktaar een samenwerking aan met zangeres Zoë Aphrodite Gnecco, de dochter van Jimmy Gnecco. Onder de artiestennaam Waaktaar & Zoe verscheen in februari 2017 het album World of Trouble.
De band Savoy liet in 2018 weer van zich horen met een nieuw studioalbum: See the Beauty in Your Drab Hometown. Op dit album staat ook een nieuwe versie van het eerder genoemde nummer Weathervane.
- Bibsys: 2058833
- Gemeinsame Normdatei: 135442133
- International Standard Name Identifier: 0000 0003 6263 7405
- Library of Congress Control Number: n2019048148
- MusicBrainz: 0ef9b4c4-4a41-4ad8-9c64-98c0419c0150
- Système universitaire de documentation: 228253020
- Virtual International Authority File: 225098888
- WorldCat: E39PBJvhtP3MVhhcmxkJd7kRrq